# Alfio Piva Mesén
Alfio Piva Mesén (San José, 9 gennaio 1940) è un politico, medico e ambientalista costaricano di origine italiana, primo vicepresidente della Costa Rica dal 2010 a 2014.

## Biografia
È figlio dell'italiano Alfio Piva Cugola, nativo di Ostiglia ma emigrato in Costa Rica nel 1914 quando era molto giovane, e di Carmen Mesén.
È sposato con Ginette Rodriguez Vargas e ha tre figli, Alfio, Alessandro e Giancarlo.

### Formazione
La famiglia lo manda a studiare in Italia dove consegue la laurea in medicina veterinaria all'Università degli Studi di Parma nel 1963. Ritornato in Costa Rica, dopo un breve periodo in cui esercita la professione di veterinario, vince il concorso ed entra nell'Università della Costa Rica. Con una borsa di studio ritorna nuovamente in Italia e si specializza in fisiologia animale presso l'Università di Milano (1970) e in inseminazione artificiale presso l'Istituto Lazzaro Spallanzani sempre a Milano (1970).

### Attività scientifica e accademica
È stato membro della commissione che ha posto le basi dell'Università nazionale della Costa Rica (UNA), insieme a personalità come Óscar Arias, Francisco Antonio Pacheco Fernández e il sacerdote Benjamín Núñez che ne diverrà il primo rettore.
Nel 1977, a soli 37 anni, diviene il secondo rettore dell'Università Nazionale della Costa Rica, carica che mantiene per due mandati fino al 1983.

### Attività politica
Laura Chinchilla Miranda, quando si candida alla Presidenza della Repubblica, designa lui come primo vicepresidente e Luis Liberman Ginsburg come secondo vicepresidente; eletti il 7 febbraio 2010, entrano in carica l'8 maggio successivo.
Cessa dal mandato l'8 maggio 2014 insieme alla presidente e all'altro vicepresidente.